# Klještani (Republika Serbska)
Klještani (cyr. Кљештани) – wieś w Bośni i Hercegowinie, w Republice Serbskiej, w gminie Vlasenica. W 2013 roku liczyła 25 mieszkańców.